# София фон Олденбург
София фон Олденбург-Вилдесхаузен (на немски: Sophie von Oldenburg-Wildeshausen; * ок. 1202; † 1261) e графиня от Олденбург-Вилдесхаузен и чрез женитба графиня на Равенсберг.

## Произход и наследство
Тя е дъщеря на граф Бурхард фон Олденбург-Вилдесхаузен († 1233) и първата му съпруга Хилдегунд фон Шауенбург, дъщеря на граф Адолф III фон Шауенбург († 1225) и втората му съпруга Аделхайд фон Кверфурт († ок. 1210). Племенница е на Вилбранд фон Олденбург, епископ на Падерборн († 1233). Сестра е на Хайнрих IV фон Олденбург-Вилдесхаузен († 1271, Палестина).
През 1252 г. София фон Олденбург и дъщеря ѝ Юта фон Равенсберг продават Емсланд и Вехта за 40 000 марки на епископ Ото II фон Мюнстер († 1259).

## Фамилия
София се омъжва за граф Ото II фон Равенсберг († 1244). Те имат децата:
- Херман фон Равенсберг († пр. 1242]
- Юта фон Равенсберг (* ок. 1223; † сл. 1302), наследничка на Флото и Фехта, омъжена I. 1244 г. за граф Хайнрих фон Текленбург (1217 – 1247), II. 1250/1251 г. за Валрам III (VI) († 1266) господар на Моншау († 1266)